# إدوارد إيبانيز
إدوارد إيبانيز إي بوليدو (ولد في 14 مايو 1969)؛ هو موظف مدني ومحامٍ إسباني، يشغل منصب نائب الأمير المشارك الأسقفي لأندورا، حيث أصبح في البداية ممثل خوان إنريك فيفيس إي سيثيليا ويشغل حاليًا نفس المنصب لدى جوزيب-لويس سيرانو بينتينات، وذلك منذ نوفمبر 2023.

## السيرة الذاتية
ولد إدوارد إيبانيز في برشلونة منذ 14 مايو 1969، حصل على إجازة في القانون من جامعة برشلونة عام 1992، ودكتوراه في القانون الجنائي عام 2007 من الجامعة نفسها، كما نال إجازة في الفلسفة من جامعة رامون لوي عام 2012، أصبح عضو في نقابة محامي برشلونة منذ سبتمبر 1992 ومتخصص في المجالين الجنائي والإصلاحي منذ يناير 1993،
```
وقد شغل منصب مدير منظمة «العدالة والسلام» في برشلونة بين أبريل 2002 ومارس 2021، ورئاسة اللجنة العامة للعدالة والسلام في إسبانيا منذ 2010 إلى 2019، ثم عمل خبيرًا في المديرية العامة للشؤون الدينية بوزارة العدل في 
حكومة كتالونيا
 منذ مارس 2021 حتى يوليو 2022.
[
4
]
```

وفي يوليو 2022 عُيّنه الأسقف خوان إنريك فيفيس إي سيثيليا باعتباره الأمير المناصف لأندورا، نائبًا له في أندورا خلفاً للكاهن جوزيب ماريا ماوري، وفي 27 نوفمبر 2023 أدى اليمين ممثلًا للأمير المشارك، وظل في منصبه بعد أن خلف جوزيب-لويس سيرانو بينتينات في 31 مايو 2025 في كرسي أبرشية أورغل، هو متزوج وله ولدان.